# إنقاذ النمر (فلم)
إنقاذ النمر (بالإنجليزية: Save the Tiger) هو فيلم دراما تم إنتاجه في الولايات المتحدة وصدر في سنة 1973.

## بطولة
- جاك ليمون

### ترشيحات وجوائز
| السنة | الحدث | الفئة            | النتيجة  |
| ----- | ----- | ---------------- | -------- |
|       |       | أوسكار أحسن ممثل | فـــــوز |

## الميزانية والإيرادات
بلغت تكلفة إنتاج الفيلم حوالي مليون دولار بينما حقق أرباحا تقدر بـ 2,300,000 دولار.

## وصلات خارجية
- مقالات تستعمل روابط فنية بلا صلة مع ويكي بيانات

1. ↑  "معلومات عن إنقاذ النمر (فيلم) على موقع filmaffinity.com". filmaffinity.com. مؤرشف من الأصل في 2016-03-03.
2. ↑  "معلومات عن إنقاذ النمر (فيلم) على موقع catalog.afi.com". catalog.afi.com. مؤرشف من الأصل في 2019-12-10.
3. ↑  "معلومات عن إنقاذ النمر (فيلم) على موقع tv.com". tv.com. مؤرشف من الأصل في 2016-09-10.